# If I Never See Your Face Again
"If I Never See Your Face Again" pjesma je od sastava Maroom 5 s njihovog drugog studijskog albuma  It Won't Be Soon Before Long. 

## O pjesmi
Napisali su je članovi tog sastava Adam Levine i James Valentine. Remiks pjesme snimljen je s barbadoškom pjevačicom Rihannom i objavljen je kao četvrti singl s albuma umjesto originalne inačice. Remiks je uključen na ponovno izdanje albuma It Won't Be Soon Before Long i na ponovnom izdanu Rihanninog trećeg studijskog albuma Good Girl Gone Bad. Pjesmu su producirali Mike Elizondo, Mark "Spike" Stent i Maroon 5.

## Popis pjesama
| 1. | »If I Never See Your Face Again«                             | 3:19 |
| 2. | »If I Never See Your Face Again« (Paul Oakenfold Remix Edit) | 3:30 |

| 1. | »If I Never See Your Face Again« (feat. Rihanna) | 3:18 |

| 1. | »If I Never See Your Face Again«                             | 3:19 |
| 2. | »If I Never See Your Face Again« (Paul Oakenfold Remix Edit) | 3:30 |
| 3. | »If I Never See Your Face Again« (Užimo iz MSN Control Room) | 4:11 |

## Top ljestvice
| Top ljestvica (2008.)  | Najviša pozicija |
| ---------------------- | ---------------- |
| Australija             | 11               |
| Austrija               | 54               |
| Kanada                 | 12               |
| Danska                 | 31               |
| Nizozemska             | 11               |
| Irska                  | 16               |
| Italija                | 15               |
| Japan                  | 97               |
| Novi Zeland            | 21               |
| Švicarska              | 52               |
| Turska                 | 3                |
| Ujedinjeno Kraljevstvo | 28               |
| SAD Billboard Hot 100  | 51               |